# Євпаторія-Курорт
Євпато́рія-Куро́рт — пасажирська тупикова станція Кримської дирекції Придніпровської залізниці у місті Євпаторії.

## Історія
Лінія Острякове — Євпаторія побудована у 1915 році за 4 місяці.
У роки німецько-радянської війни дерев'яна будівля вокзалу згоріла. Сучасна будівля з'явилась у 1953 році. У 1970-ті—80-ті на станції споруджені будівлі локомотивного депо, електроцех, підземний перехід, касовий павільйон із залою очікування. У 1974 році на станцію Євпаторія-Курорт прибув перший приміський електропоїзд.
Мала яскраво виражене сезонне навантаження, пов'язане з напливом відпочивальників, але через окупацію Криму на станцію прибувають виключно приміські поїзди.
Вантажі приходять на станцію Євпаторія-Вантажна.

## Пасажирське сполучення
Станом на 2018 рік від станції Євпаторія-Курорт щоденно курсують лише 5 пар приміських електропоїздів до станції Сімферополь та 1 пара приміських електропоїздів до станції Джанкой.

## У мистецтві
У кінофільмі «Ми з вами десь зустрічалися» герой Аркадія Райкіна під час поїздки до Криму відстає від поїзда на станції Новопіщанськ. Насправді це Євпаторія-Курорт. У картині можна добре розгледіти будівлю вокзалу з боку колій, зірки на його кутах, водонапірну башту, яка збереглася й понині. Також про Євпаторію-Курорт згадується у пісні української групи ZEFEAR «Євпаторія».